# Боряна Калейн
Боряна Николаева Калейн е българска състезателка по художествена гимнастика. Състезава се предимно индивидуално, но също така има спечелени медали и в ансамбъл. Сребърна олимпийска медалистка от Олимпийските игри в Париж през 2024 г.
Започва да тренира на 6-годишна възраст и участва на младежки първенства от 2008 г.
Боряна е сребърна медалистка от Световното първенство през 2018 г. в отборното класиране заедно с Невяна Владинова и Катрин Тасева. На европейски първенства има сребърен медал в многобоя от първенството във Варна през 2021 г. и 3 бронзови медала от първенството в Баку през 2019 г. – на топка, лента и в отборното класиране. Три пъти е национален шампион на България. На Летните олимпийски игри в Токио през 2021 г. заема пета позиция в индивидуалното състезание.
На 9 декември 2024 година обявява, че прекратява спортната си кариера.